# Castell de Montsó
El Castell de Montsó a la província d'Osca, és a la població aragonesa del mateix nom (Montsó) a 65 km de la seva capital dalt d'un escarpat turó d'uns 370 m d'altitud, envoltat pels rius Sosa i Cinca, s'alça l'imponent castell templer, d'origen musulmà. Els Cavallers del Temple el van convertir en una de les seves fortaleses més poderoses, no en va, quan l'orde va ser atacat va resistir heroicament, sent l'últim a caure a la corona d'Aragó. Va patir importants reformes al segle xviii, durant la Guerra de Successió Espanyola, que la van adaptar als avenços de les armes de foc i va tenir un paper destacat en la Guerra del Francès i en les guerres carlines.

## Domus Templi
Aquest castell és, sens dubte, un dels més visitats d'Aragó. A més d'estar molt ben condicionat i conservat, forma part del Domus Templi: la Ruta dels templers. Aquesta ruta discorre bàsicament pels territoris fronterers dels antics regnes cristians i musulmans de les conques del Cinca i del Segre i la major part de l'últim tram de la Conca de l'Ebre, incloent-hi el Maestrat i el nord de l'actual província de Castelló. En aquests territoris els templers van disposar d'amplis dominis, que van organitzar en grans comandes com les de Montsó, Gardeny, Miravet, Tortosa i Peníscola.

## Castell

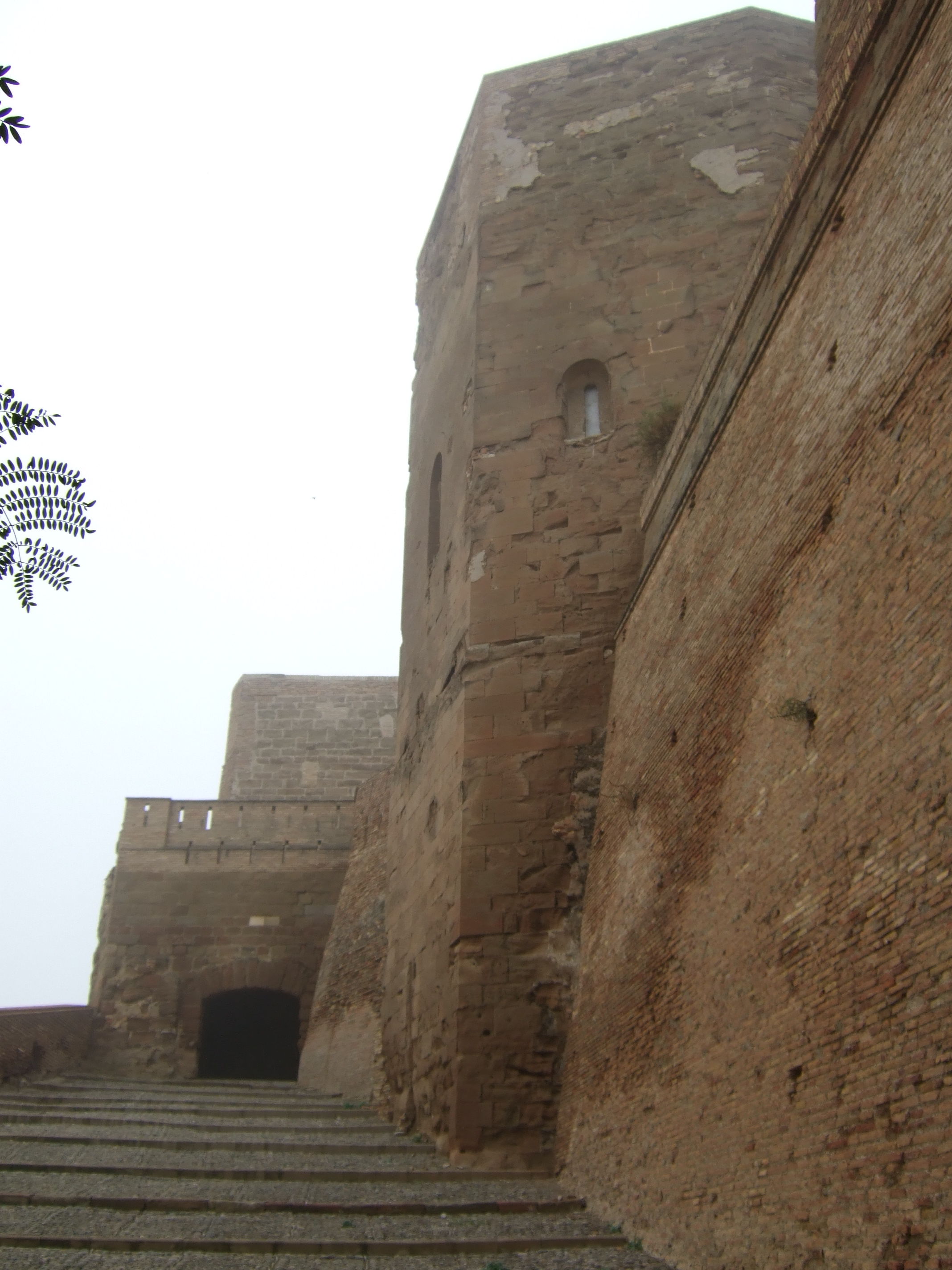
Rampa de l'accés principal al castell de Montsó

Per a accedir a la fortalesa hom ha de pujar per un costerut carrer des del centre del nucli urbà. L'edificació és de grans dimensions, s'asseu sobre un monticle de cim esplanat, de planta triangular i força irregular, d'uns 125 metres de longitud en el seu eix màxim. És un castell l'origen del qual s'ha de cercar a Terra Santa i a Anglaterra, respon al prototip de castell-convent, habitual en els ordes militars.
Un cop a dalt del turó, s'accedeix pel costat oriental. Aquesta és la part més moderna (segles xvii i xviii), formada per grans murs de maó, garites cantelludes, baluards per peces artilleres i sèries d'espitlleres per a fusells. Més endavant hom es troba amb l'entrada, defensada amb un pont que creua la fossa.
Dins del conjunt, els edificis medievals s'han conservat en millors condicions. Entre tots ells, destaca la torre de Jaume i a la dreta la capella. Tota aquesta part va ser dissenyada pels cavallers templers. Altres elements destacats són la torre de l'Homenatge, la sala Capitular i la torrassa de les Dependències.
La torre d'En Jaume és una construcció de planta trapezoïdal, construïda al segle xii pels templers, va servir de presó durant la seva dominació (1143-1308). Posseeix dues plantes i una terrassa. A la planta baixa s'accedeix pel cos de guàrdia adossat a l'edifici en l'última remodelació militar.
La torre de l'Homenatge és originalment una torre àrab (segle x), construïda amb un aparell molt característic, l'opus spicatum, format per còdols calcaris blancs sencers o tallats, reforçats per carreus de gres. Va ser habilitada com a mansió del comanador. Ocupa una posició privilegiada, centrada entre la Sala Capitular, torrassa dels dormitoris i església, però el seu esmentat aparell la fa diferent a tots ells. És de planta quadrada, de 10 metres de costat. La porta original obria en alt, a la primera planta i pel costat nord-oest. És d'arc de mig punt, format per set dovelles regulars. La torre era més alta del que veiem en l'actualitat, possiblement amb cinc plantes, la inferior cega, i la resta amb espitlleres. A l'última planta, hi ha dues finestres bessons, amb mainell i arcs de ferradura apuntada, emmarcats per arrabans.
La torre alberga una col·lecció de reproduccions de làmines antigues del castell i de diferents peces, recollides en les successives excavacions.

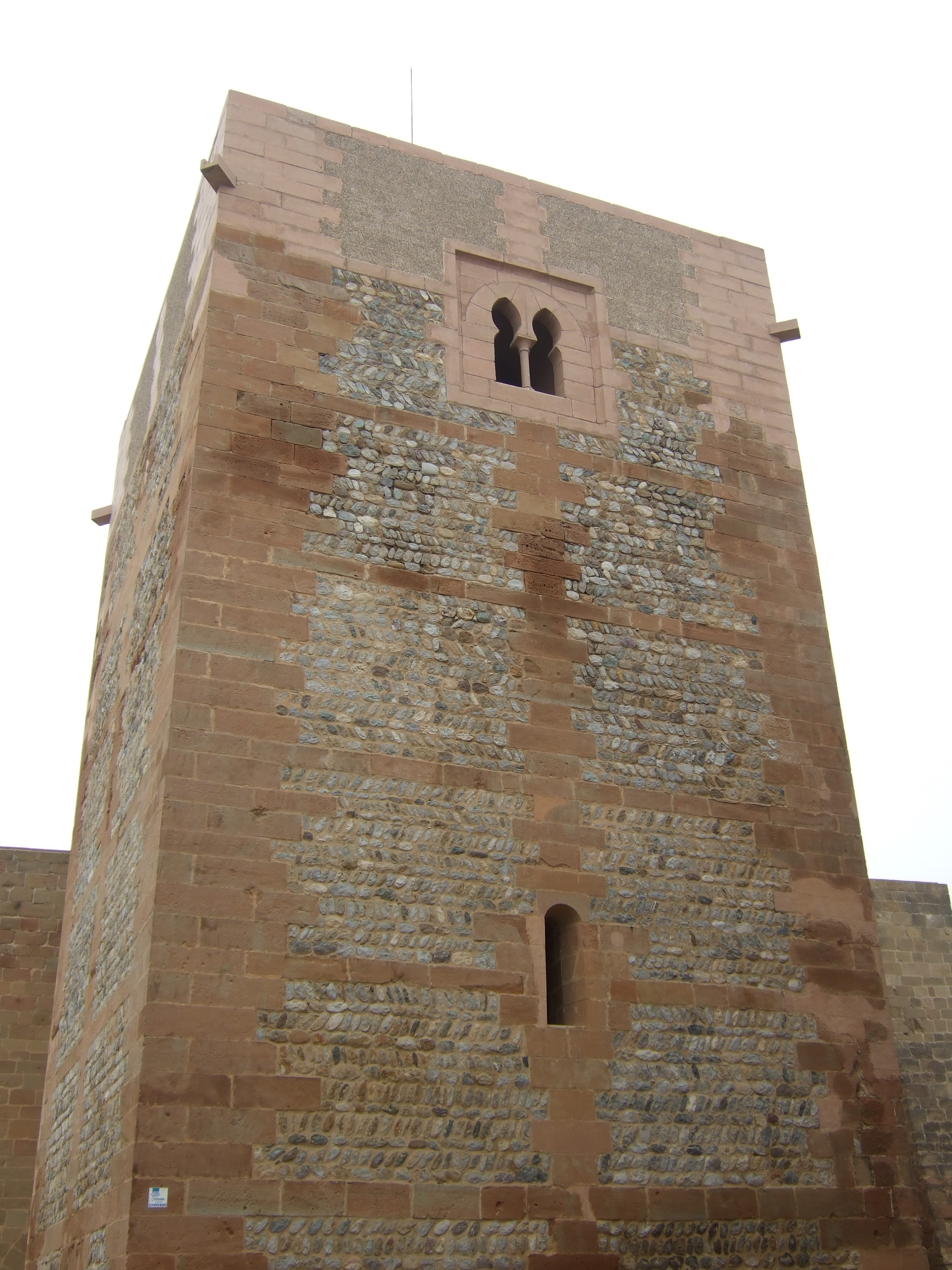
Torre de l'Homenatge

La Sala Capitular-Refetor és l'edifici que, des del seu exterior, produeix major impressió de senzillesa de tot el conjunt, però en realitat amaga una gran sala. Pel que sembla, es va aixecar sobre els fonaments d'una construcció anterior. És un gran rectangle de 35 x 12 metres, amb capacitat per albergar a gran nombre de persones. La seva volta de canó apuntat és veritablement espectacular.
Un dels seus murs, sota una gran fornícula, que forma una curta volta de canó, s'obre la boca del pou que dona a l'aljub, dos canals de l'interior de l'edifici baixen des del sostre a través del mur, recollint així l'aigua de la pluja.
Utilitzada com a Sala Capitula-Refetor, va ser des del segle xvii molt modificada per al seu aprofitament de caserna, obrint-se molts buits per finestrals ja restaurats. En l'actualitat, aquest impressionant edifici serveix com a auditori, saló de congressos i exposicions.
L'església està orientada canònicament i dedicada a Sant Nicolau, té una doble funció religiosa i defensiva, amb la seva capçalera integrada a la muralla del castell, funcionant com una torre més. La porta es troba al nivell del sòl, amb guardapols i fines motllures a manera d'arquivoltes semicirculars, que inclouen entre la seva temàtica decorativa un crismó petit i de traça simple. Dona pas a un temple format per una sola nau, àmplia però senzilla i sense decoració. Coberta amb volta de canó apuntat que culmina en l'absis. La capella és gairebé igual a la del Krak dels Cavallers, avui dia a Síria. Al centre de l'absis, el sòl té un forat pel qual es pot baixar a un espai subterrani amb tres sortides exteriors, buidat a cop de pic al basament rocós.
L'església actualment està reformada i té un important ús, com a Centre d'Interpretació sobre l'Orde del Temple, on es projecta l'audiovisual que es va gravar al castell, i que explica la història del Temple en general. Després, en particular, la història de la Corona d'Aragó fins al setge, i final al castell de Montsó.
Al costat de la torre de l'Homenatge se situa la torre dels Dormitoris, construïda per l'Orde del Temple (segle xii), tot i que, probablement es va aixecar sobre un edifici anterior. És, com la resta d'elements, robusta i de gran envergadura. De dues plantes i soterrani, del qual parteix un soterrani que, segons la tradició, tenia la seva sortida al riu Cinca. Domina el llenç meridional del castell i serviria d'allotjament als monjos militars.

## Galeries subterrànies

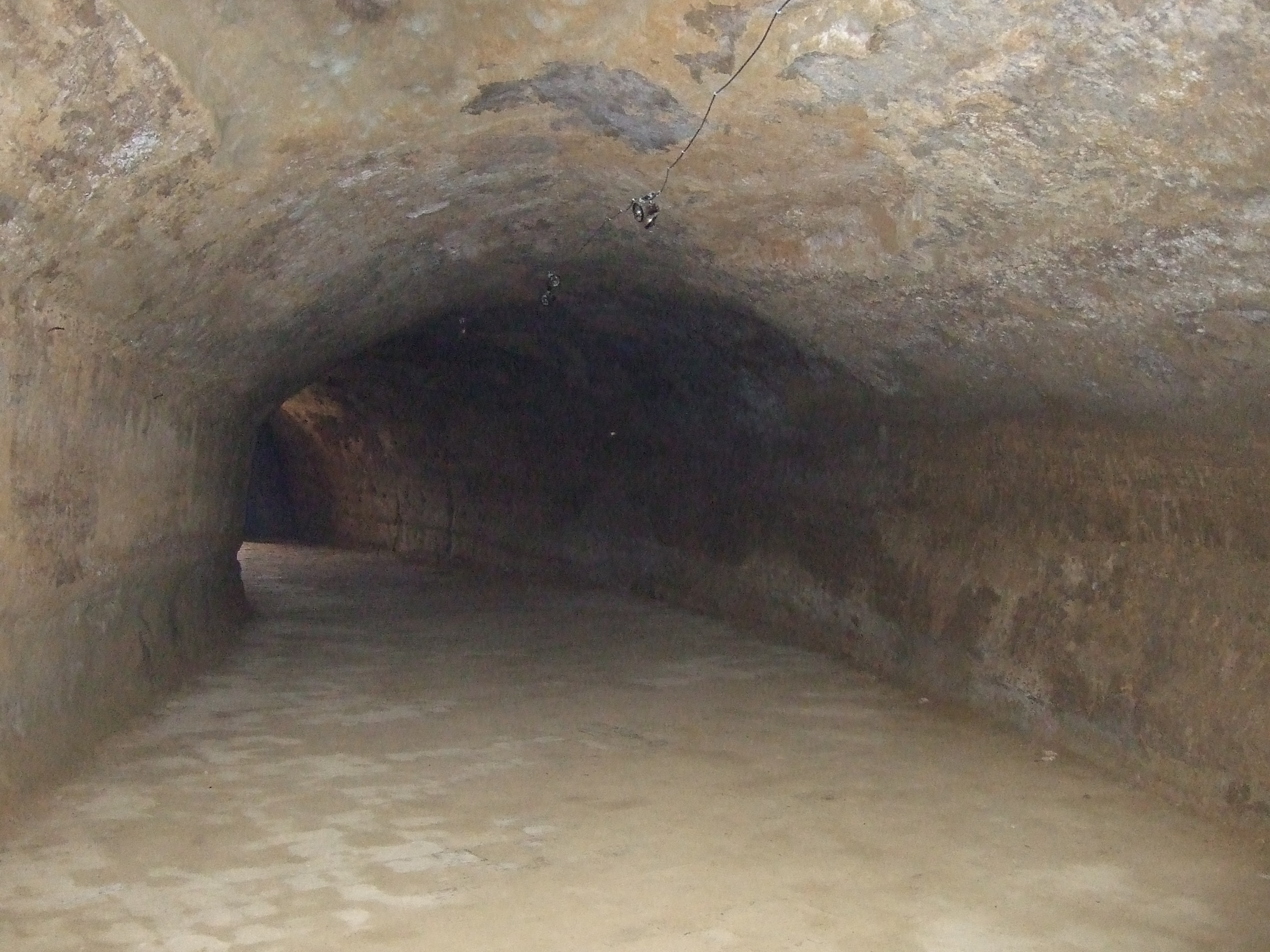
Subterranis del Castell de Montsó

Moltes de les llegendes del castell de Montsó fan referència a la seva xarxa de galeries subterrànies. Es diu que els templers disposaven de vuit galeries subterrànies secretes per sortir a l'exterior. Com ja s'ha explicat, el mateix absis del temple amaga un túnel que comunica, ni més ni menys, que amb la falda de la muntanya. Pel que sembla i segons una tradició ben estesa, un ramal d'aquest llarg passadís es bifurcava fins al claustre de l'església de Santa Maria i un altre s'introduïa en un edifici de la localitat, la Casa Ventura. Les restants sortides es localitzaven en els barris de la Trinitat i el de Santo Domingo, i un ramal més, pujava ni més ni menys que fins al turó de Santa Quitèria, que corona una muntanya d'altura superior al del recinte templer. Així, se suposa que els templers van poder suportar tan llarg setge, ja que comptaven amb aquestes galeries subterrànies secretes per sortir a l'exterior.
Actualment (2015) el castell compta amb una sèrie de panells informatius, on s'expliquen algunes d'aquestes galeries amb fotos, mapes i dibuixos.

## Llegendes
Les galeries subterrànies, sembla que només van ser importants en el segle final als templers, sinó que En Jaume també les coneixia. Explica una llegenda que es va escapar del castell per un d'aquests túnels, arribant fins al riu Cinca, creuant-lo nedant amb tot just vuit anys.
Una altra de les llegendes fa referència a En Jaume i a un ermità. Segons es narra en ella, un dia el nen va partir amb el seu tutor, el comanador i altres cavallers templers vers el santuari de la Mare de Déu de Lascellas, avui de l'Alegria. En passar al costat de la font del Saso, es van trobar amb un ermità que vivia al proper temple de Santa Quitèria. L'ermità va convidar al jove príncep Jaume a submergir en l'aigua d'aquell brollador l'espasa Tisona, que el seu tutor portava, assegurant-li: <No dubtis que aquesta arma et proporcionarà molts èxits en les teves corregudes bèl·liques>.
L'església de Santa Quitèria va desaparèixer, però en el seu lloc es va construir un fort dartilleria en època moderna, per poder defensar aquest flanc del castell, que era el més feble. La deu natural de la font del Saso, on el príncep Jaume va submergir la famosa espasa del Cid, la Tisona, si que es conserva, i des d'aquest lloc tenim les millors vistes del castell templer de Montsó.

## Orígens i història
Els orígens d'aquest lloc on hi havia hagut un poblat ibèric, Mansha, i un posterior romà, Tolous. El moment clau en la seva llarga història va ser l'arribada dels musulmans l'any 714. A Montsó van aixecar una fortificació a causa de la importància estratègica d'aquella plaça. Situada al límit dels districtes d'Osca i Lleida, el seu control va originar alguns enfrontaments entre els diferents líders musulmans. L'any 872, després de la mort de Mussa ibn Mussa, llegendari cap de la poderosa família muladí Banu Qassi, els seus fills van estendre els dominis fins aquest castell. Amb Saragossa sota el control dels Banu Qassi, Ismaïl va prendre Montsó, mentre el seu germà Mutàrrif s'apoderava el mateix dia d'Osca, dominant així la Marca Superior. La reacció de l'Emir de Còrdova no es va fer esperar i va ordenar a Jalaf, senyor de Barbitaniya, conquerir Montsó. Així ho va fer i, a més, va lliurar com a presoner a Ismaïl a l'emir Muhammad. Posat en llibertat, Ismaïl va tornar a Montsó amb ànim venjatiu, enginyant-se-les per casar-se amb la filla de Jalaf. Després, aprofitant el naixement del seu fill, va convidar al seu sogre i a vuit cunyats, i els va assassinar a tots junts.

Mapa del Califat de Còrdova o Marca Superior

L'origen àrab de Montsó ve (del segle x). El cronista Al-Udhrí va relatar una gran activitat bèl·lica a Montsó durant el primer terç del segle x. Al segle xi havia canviat de mans i pertanyia als Banu Hud. Va ser llavors, quan la ciutat i el castell van ser presos per Rodrigo Díaz de Vivar, al capdavant de l'exèrcit musulmà del rei de la Taifa de Saragossa, al-Mútaman, l'any 1083. La vida del Cid està íntimament lligada a aquesta fortalesa, en la qual va quedar sota custòdia durant anys la seva famosa espasa, la Tisona. Entre els seus cèlebres senyors s'ha de citar a Ramir Sanxes, casat amb Cristina, (segons els historiadors el nom era Sol) filla del Cid, i posseïdor de la Tisona, que posteriorment seria custodiada dins de la fortalesa pels templers. El fill de Ramir i Cristina, Garcia, arribaria a ser rei de Navarra i senyor de Montsó.
Montsó va ser conquerida i perduda pels aragonesos en diverses ocasions. En una d’elles, segons explica la llegenda, el rei Sanç I d’Aragó va pagar uns traïdors perquè es colessin al castell i fessin sonar una campana i, així, els seus ocupants creguessin que les tropes cristianes estaven dintre. Aquest factor sorpresa va ser decisiu per conquerir el castell el dia de Sant Joan de l’any 1089 va passar a mans cristianes quan va ser conquerit per al rei Sanç I d'Aragó i Pamplona, pel seu fill, Pere I.

### Regne de Montsó
Llavors es va crear l'anomena't Regne de Montsó, que incloïa un territori fins a la Clamor d'Almacelles per l'est i gairebé fins a Fraga pel sud. Hi va constituir un petit regne independent envoltat de dominis àrabs, fins i tot amb moneda pròpia, que va durar fins a l'any 1126, que va passar a mans musulmanes durant quatre anys, però des del 1130 fins a 1136 va ser ocupada de nou pels aragonesos, que van tornar a perdre-la entre 1136 i 1141.
En aquesta data, Ramon Berenguer IV va aconseguir que l'Orde del Temple cedís els seus drets sobre el regne aragonès després del testament d'Alfons I el Bataller, a canvi de diversos castells com els aragonesos de Montsó, Xalamera i Montegaudio, a més d'altres a Lleida i diverses rendes. A partir d'aquest moment, la comanda templera de Montsó va esdevenir la principal del regne d'Aragó, el seu primer comanador va ser Guillem d'Albaix, i les seves dependències incloïen Armentera, Xalamera, Cofita, Estiche, Llitera, Ribera, Zaidín i la mateixa vila de Montsó. Aquestes possessions van produir una forta disputa amb la mitra lleidatana fins que, el 1173, van quedar supeditades a l'encomanament un total de 28 esglésies.
El 1143 va passar a mans de l'orde del Temple, quan es va reformar completament amb la inclusió de muralles, torres, cavallerisses, el refectori i els dormitoris convertint la fortalesa en convent, seguint les pautes austeres dels cistercencs. Montsó va arribar a ser la principal casa del Temple a la Corona d’Aragó, centralitzant aquí la comandància militar.
A Montsó es van convocar en nombroses ocasions les Corts de la Corona i altres reunions importants, com les prèvies a la conquesta de València o als atacs al regne de França.

### Jaume I al castell de Montsó
El rei Pere II va morir l'any 1213, a la batalla de Muret, en defensa dels seus vassalls occitans. La seva esposa, Maria, va dictar testament l'abril d'aquell mateix any, i va fer al seu fill hereu universal. El comte Sanç d'Aragó va assumir la regència del regne aragonès, i Jaume va quedar sota la tutela de Simó IV de Montfort, líder de la croada contra l'albigesos. La noblesa aragonesa i la catalana van reclamar al monarca, però Simó IV es va negar a lliurar-lo. Finalment, va intervenir el papa Innocenci III i el nen rei va acabar en mans dels templers, que van encomanar la seva educació al mestre Guillem de Mont-rodon.
Des de llavors va passar la seva infància el futur rei d'Aragó Jaume I conegut com el Conqueridor. Abans d'arribar a Montsó, va ser jurat per la noblesa a les Corts de Lleida l'any 1214. L'agost d'aquest mateix any, amb tot just sis anys, i fins al juny de 1217 va romandre la tutela dels cavallers del temple, i acompanyat del seu cosí el comte de Provença Ramon Berenguer. A l'estàtua que presideix la placeta del Conservatori de Música, tots dos estan als peus d'un bloc de monjos guerrers. Dins la fortalesa va seguir el ritme de la vida conventual d'aquests cavallers, i va quedar marcat pels ensenyaments templers. Amb nou anys va sortir de Montsó per ser proclamat rei a la catedral de Saragossa. Durant tota la seva vida va seguir profundament unit a l'orde templer i a aquesta fortalesa.

### El final dels templers

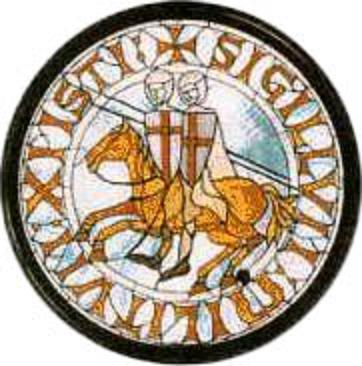
Segell templer

Quan el papa Climent V va ordenar als prínceps cristians l'arrest de tots els membres de l'Orde del Temple, Jaume el Just, rei d'Aragó, inicialment s'hi negà, però va acabar obeint al papa. Davant d'aquesta decisió, el comanador de Montsó, Berenguer de Bellvís, es va fort en aquest castell. L'exèrcit reial va assetjar la plaça l'any 1308. Després de set mesos de setge, els últims 19 cavallers templers de la Corona d'Aragó van assumir el seu fatal desenllaç, quan els homes del procurador general del Regne, Artal de Luna, van prendre Montsó el 24 de maig de 1309. Llavors passà, el 1317 com la resta de possessions templeres a l'orde de Sant Joan de Jerusalem, esdevenint una comanda de la Castellania d'Amposta.
Un dels comanadors més destacats que va tenir durant el segle xv fou el poeta i militar català fra Bernat Hug de Rocabertí, que hi accedí el 1449.
Durant la Guerra dels Segadors fou pres el 1642 per les tropes franco-catalanes dirigides per Philippe de La Motte Houdancourt i l'any següent per les tropes castellanes de Felipe da Silva.
La fortalesa va mantenir una guarnició fins a mitjan segle xix, cosa que va provocar l'evolució de la fortalesa a l'aspecte actual, un fortalesa pròpia de l'edat moderna. Actualment està parcialment restaurat i fou declarat com a monument historicoartístic.